# Orica GreenEdge/Saison 2015
Diese Liste beschreibt die Mannschaft und die Erfolge des Radsportteams Orica GreenEdge in der Saison 2015.

## Erfolge in der UCI WorldTour
In den Rennen der Saison 2015 der UCI WorldTour gelangen die nachstehenden Erfolge.
| Datum      | Rennen                         | Sieger           |
| ---------- | ------------------------------ | ---------------- |
| 11. März   | 3. Etappe Paris–Nice           | Michael Matthews |
| 6. April   | 1. Etappe Vuelta al País Vasco | Michael Matthews |
| 29. April  | 2. Etappe Tour de Romandie     | Michael Albasini |
| 30. April  | 3. Etappe Tour de Romandie     | Michael Albasini |
| 9. Mai     | 1. Etappe Giro d’Italia (MZF)  | Orica GreenEdge  |
| 11. Mai    | 3. Etappe Giro d’Italia        | Michael Matthews |
| 16. Juni   | 4. Etappe Tour de Suisse       | Michael Matthews |
| 1. August  | Clásica San Sebastián          | Adam Yates       |
| 23. August | 2. Etappe Vuelta a España      | Esteban Chaves   |
| 26. August | 5. Etappe Vuelta a España      | Caleb Ewan       |
| 27. August | 6. Etappe Vuelta a España      | Esteban Chaves   |

## Erfolge in der UCI Africa Tour
In den Rennen der Saison 2015 der UCI Africa Tour gelangen die nachstehenden Erfolge.
| Datum      | Rennen                                           | Kat. | Sieger      |
| ---------- | ------------------------------------------------ | ---- | ----------- |
| 5. Februar | Südafrikanische Meisterschaft – Einzelzeitfahren | CN   | Daryl Impey |

## Erfolge in der UCI Europe Tour
In den Rennen der Saison 2015 der UCI Europe Tour gelangen die nachstehenden Erfolge.
| Datum    | Rennen            | Kat. | Sieger     |
| -------- | ----------------- | ---- | ---------- |
| 5. April | Vuelta a La Rioja | 1.1  | Caleb Ewan |

## Erfolge in der UCI Oceania Tour
In den Rennen der Saison 2015 der UCI Oceania Tour gelangen die nachstehenden Erfolge.
| Datum         | Rennen                        | Kat. | Sieger        |
| ------------- | ----------------------------- | ---- | ------------- |
| 5. Februar    | 1. Etappe Herald Sun Tour     | 2.1  | Cameron Meyer |
| 6. Februar    | 2. Etappe Herald Sun Tour     | 2.1  | Caleb Ewan    |
| 7. Februar    | 3. Etappe Herald Sun Tour     | 2.1  | Caleb Ewan    |
| 4.–8. Februar | Gesamtwertung Herald Sun Tour | 2.1  | Cameron Meyer |

## Erfolge in der UCI Asia Tour
In den Rennen der Saison 2015 der UCI Asia Tour gelangen die nachstehenden Erfolge.
| Datum          | Rennen                       | Kat. | Sieger         |
| -------------- | ---------------------------- | ---- | -------------- |
| 10. März       | 3. Etappe Tour de Langkawi   | 2.HC | Caleb Ewan     |
| 13. März       | 6. Etappe Tour de Langkawi   | 2.HC | Caleb Ewan     |
| 8. Juni        | 2. Etappe Tour de Korea      | 2.1  | Caleb Ewan     |
| 9. Juni        | 3. Etappe Tour de Korea      | 2.1  | Caleb Ewan     |
| 11. Juni       | 5. Etappe Tour de Korea      | 2.1  | Caleb Ewan     |
| 13. Juni       | 7. Etappe Tour de Korea      | 2.1  | Caleb Ewan     |
| 7.–14. Juni    | Gesamtwertung Tour de Korea  | 2.1  | Caleb Ewan     |
| 10. Oktober    | 3. Etappe Abu Dhabi Tour     | 2.1  | Esteban Chaves |
| 8.–11. Oktober | Gesamtwertung Abu Dhabi Tour | 2.1  | Esteban Chaves |

## Erfolge in der UCI America Tour
In den Rennen der Saison 2015 der UCI America Tour gelangen die nachstehenden Erfolge.
| Datum        | Rennen                    | Kat. | Sieger           |
| ------------ | ------------------------- | ---- | ---------------- |
| 3. September | 2. Etappe Tour of Alberta | 2.1  | Michael Matthews |

## Zugänge – Abgänge
| Zugänge             | Team 2014               | Abgänge       | Team 2015                  |
| ------------------- | ----------------------- | ------------- | -------------------------- |
| Magnus Cort Nielsen | Cult Energy Vital Water | Matthew Goss  | MTN-Qhubeka                |
| Adam Blythe         | NFTO                    | Aidis Kruopis | An Post-Chain Reaction     |
|                     |                         | Nino Schurter | Scott-Odlo MTB Racing Team |

## Mannschaft
| Name                | Geburtstag         | Nationalität           |
| ------------------- | ------------------ | ---------------------- |
| Michael Albasini    | 20. Dezember 1980  | Schweiz                |
| Sam Bewley          | 22. Juli 1987      | Neuseeland             |
| Adam Blythe         | 1. Oktober 1989    | Vereinigtes Königreich |
| Esteban Chaves      | 17. Januar 1990    | Kolumbien              |
| Simon Clarke        | 18. Juli 1986      | Australien             |
| Mitchell Docker     | 2. Oktober 1986    | Australien             |
| Luke Durbridge      | 9. April 1991      | Australien             |
| Caleb Ewan          | 11. Juli 1994      | Australien             |
| Simon Gerrans       | 16. Mai 1980       | Australien             |
| Mathew Hayman       | 20. April 1978     | Australien             |
| Michael Hepburn     | 17. August 1991    | Australien             |
| Leigh Howard        | 18. Oktober 1989   | Australien             |
| Damien Howson       | 13. August 1992    | Australien             |
| Daryl Impey         | 6. Dezember 1984   | Südafrika              |
| Jens Keukeleire     | 23. November 1988  | Belgien                |
| Brett Lancaster     | 15. November 1979  | Australien             |
| Michael Matthews    | 26. September 1990 | Australien             |
| Christian Meier     | 21. Februar 1985   | Kanada                 |
| Cameron Meyer       | 11. Januar 1988    | Australien             |
| Jens Mouris         | 12. März 1980      | Niederlande            |
| Magnus Cort Nielsen | 16. Januar 1993    | Dänemark               |
| Ivan Santaromita    | 30. April 1984     | Italien                |
| Svein Tuft          | 9. Mai 1977        | Kanada                 |
| Pieter Weening      | 5. April 1981      | Niederlande            |
| Adam Yates          | 7. August 1992     | Vereinigtes Königreich |
| Simon Yates         | 7. August 1992     | Vereinigtes Königreich |